# Ben Verweij
Bernard Willem Jan „Ben” Verweij (ur. 31 sierpnia 1895 w Medanie, zm. 14 lipca 1951 w Amsterdamie) – piłkarz holenderski grający na pozycji pomocnika. W swojej karierze rozegrał 11 meczów w reprezentacji Holandii.

## Kariera klubowa
W swojej karierze piłkarskiej Verweij grał w klubie HFC Haarlem.

## Kariera reprezentacyjna
W reprezentacji Holandii Verweij zadebiutował 9 czerwca 1919 roku w wygranym 3:1 towarzyskim meczu ze Szwecją, rozegranym w Amsterdamie. W 1920 roku zdobył brązowy medal na Igrzyskach Olimpijskich w Antwerpii. Zagrał także na Igrzyskach Olimpijskich w Paryżu w 1924 roku. W kadrze narodowej od 1919 do 1924 rozegrał 11 meczów.